# Systemwiederherstellung
Unter der Systemwiederherstellung versteht man eine Funktion bei Windows-Betriebssystemen, welche es ab dem Jahr 2000 dem Benutzer mit Hilfe sogenannter Wiederherstellungspunkte ermöglicht, das System in Hinsicht auf System- und Konfigurationsdateien in einen früheren Zustand zurückzuführen. Während es in Windows 95 unter DOS nur möglich war, die vorletzte gestartete Registrierungsdatei wiederherzustellen, standen in Windows 98 standardmäßig 5 gestartete Sicherungsdateien zur Verfügung.

## Wiederherstellungspunkt
Der Wiederherstellungspunkt ist eine durch die Systemwiederherstellungsfunktion angelegte Schattenkopie. Beim Auftreten von Systemproblemen kann das System durch einen vorhandenen Wiederherstellungspunkt auf einen früheren Systemstatus zurückgesetzt werden. Vor der Installation einer tief ins System eingreifenden Software (Treiber, systemnah operierende Software etc.) ist es daher ratsam, einen Wiederherstellungspunkt anzulegen. Bei der Installation bestimmter Software wird dies automatisch erledigt.
Durch die Systemwiederherstellung werden lediglich System- und Konfigurationsdateien zurückgesetzt, eigene Dateien des Computerbenutzers wie Musik, Bilder, Videos etc. sind hiervon nicht betroffen.
Änderungen an der Partitionstabelle, selbst wenn diese nicht die Windows-Boot- oder Systempartitionen betreffen, können mittels dieser Systemwiederherstellung auch unter Zuhilfenahme von Windows-Recovery-Datenträgern nicht wieder rückgängig gemacht werden.

## Systemprüfpunkt
Ein durch das Betriebssystem automatisch angelegter Wiederherstellungspunkt wird als Systemprüfpunkt bezeichnet.

## Systemabbild
Neben der Möglichkeit, Wiederherstellungspunkte zu erstellen, ist es seit Windows 7 auch möglich, sogenannte Systemabbilder zu erstellen. Ein Systemabbild enthält dabei den gesamten Inhalt eines (oder mehrerer) Laufwerke und kann verwendet werden, um diese Laufwerke vollständig in den gesicherten Zustand zurückzusetzen. Es ist nicht möglich, einzelne Elemente (wie z. B. versehentlich gelöschte Dokumente) für die Wiederherstellung auszuwählen; alle Dateien werden vollständig ersetzt. Obwohl bei diesem Sicherungstyp persönliche Dateien eingeschlossen sind, wird empfohlen, regelmäßig z. B. mit der Windows-Sicherung die eigenen Dateien zu sichern, damit bei Bedarf einzelne Dateien oder Ordner wiederhergestellt werden können.